# Groot Sranantongo Dictee
Het Grote Sranantongo Dictee, in Nederland ook wel het Nationaal Sranantongo Dictee, is een evenement dat voor het eerst in Suriname werd gehouden en daarna ook in verschillende steden in Nederland navolging kreeg.

## Suriname
Het Groot Sranantongo Dictee werd in 2006 voor het eerst in Suriname georganiseerd op initiatief van Cynthia McLeod. Zij werd geïnspireerd door het Groot Dictee Papiamento en Papiamentu dat door het literatuurfestival Winternachten in Den Haag werd georganiseerd. Winternachten kwam vervolgens in maart 2006 naar Suriname voor een literatuurfestival in Thalia. Toen McLeod daar het voorstel deed om een Groot Sranantongo Dictee te houden, werd het meteen door Schrijversgroep '77 overgenomen. Zelf bleef ze buiten de organisatie, al zou ze nog wel de prijzen uitreiken. De prijsuitreiking ging echter niet door toen het proces vertraging opliep omdat er meer fouten waren gemaakt dan verwacht. In 2014 werd het dictee voor de vierde keer georganiseerd. De STVS organiseerde in 2020 de Sranantongo Skrifilin voor de tiende keer.

## Nederland
In navolging van het evenement in 2006 in Thalia hield Winternachten in 2007 het Grote Sranantongo Dictee in Den Haag.
Sinds 2011 organiseert Double7fm op de Amsterdamse radio SALTO het Nationaal Sranantongo Dictee in samenwerking met Stichting Eer en Herstel en Vereniging Ons Suriname. De teksten zijn onder meer geschreven door Ruth Koenders, Gerrit Barron, Denise Jannah, Ludwig van Mulier en Stuart Rahan. Sinds 2015 wordt ook een Sranantongo Dictee in Rotterdam georganiseerd, in samenwerking met Radio Double7fm en Stichting TRC Promotion.